# Igeltjärnsberget
Igeltjärnsberget är ett kommunalt naturreservat i Sandvikens kommun i Gävleborgs län.
Området är naturskyddat sedan 1994 och är 7 hektar stort. Reservatet består av gammal tallskog.